# Академія наук Республіки Татарстан
Академія наук Республіки Татарстан (скор. АН РТ) — вища державна наукова установа Республіки Татарстан. Створена указом Президента Республіки Татарстан М. Ш. Шаймієва № УП-138 від 30 вересня 1991 року «з метою забезпечення високого рівня розвитку фундаментальних наук у республіці, посилення їх ролі у розв'язанні актуальних проблем матеріальної і духовної культури, народного господарства, координації науково-дослідних робіт, що ведуться в академічних, галузевих інститутах і вузах». АН РТ проводить фундаментальні дослідження на основі стратегії розвитку наукової та інноваційної діяльності в Республіці Татарстан до 2015 року.
Академією щорічно присуджуються 11 іменних премій, зокрема дві міжнародні: з фізики — імені Е. К. Завойського, з хімії — ім. А. Е. Арбузова, а також премії імені Ш. Марджані (в галузі гуманітарних наук), імені Г. Х. Камая (хімія і хімічні технології), імені В. А. Енгельгардта (біологія), імени А. Г. Терегулова (медицина і охорона здоров'я), імені Х. М. Муштарі (математика, механіка і технічні науки), імені К. Г. Боля (ветеринарія), імені В. П. Мосолова (сільське господарство), імені А. Д. Адо (алергологія, іммунологія і загальна патологія).
Першим президентом АН РТ був М. Х. Хасанов. До травня 2014 року президентом АН РТ був А. М. Мазгаров, якого на цій посаді змінив М. Х. Салахов.

## Структура

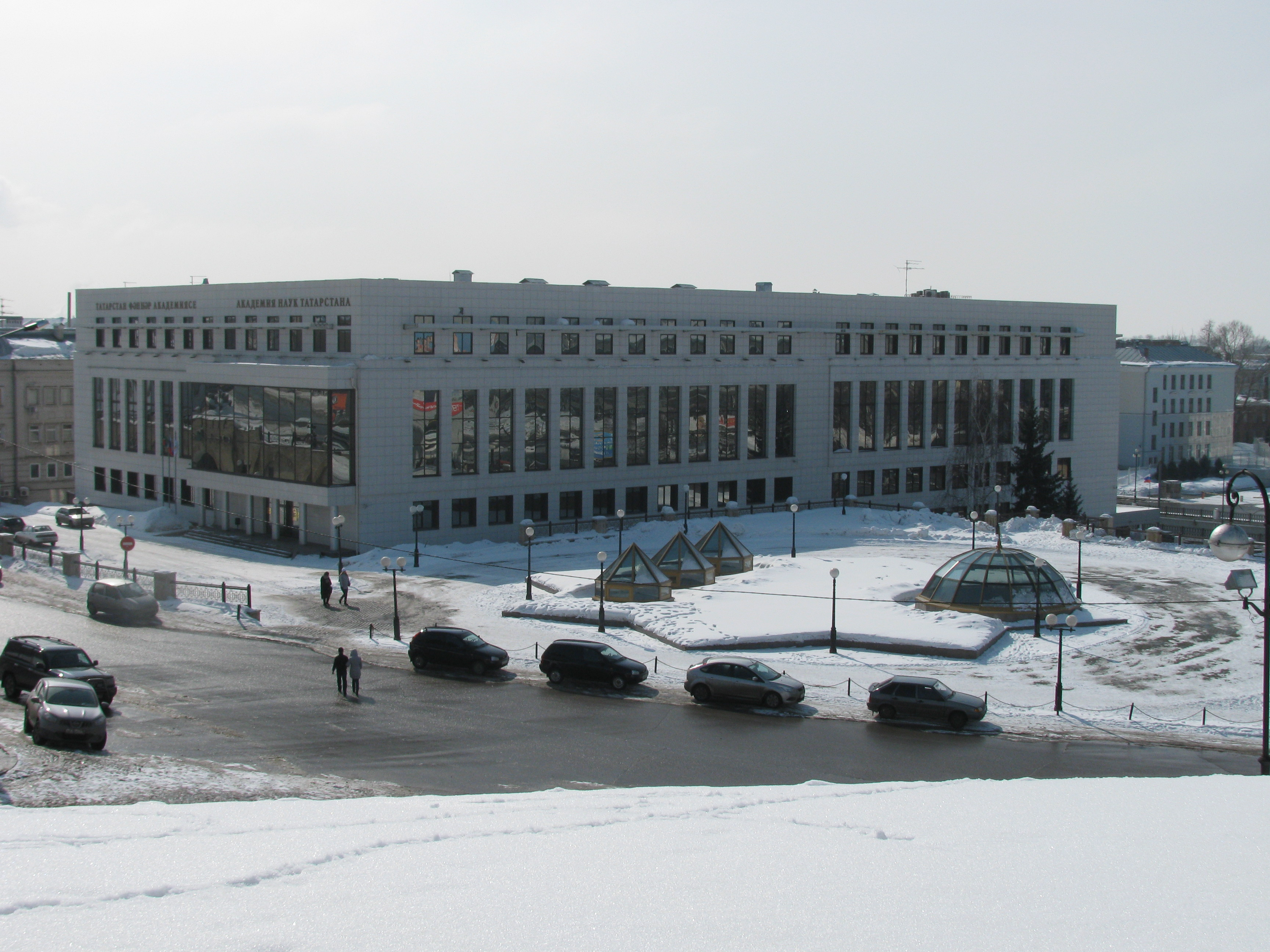
Головна будівля АН РТ, 2012 рік

Академія наук Республіки Татарстан виконує функцію координатора наукових досліджень у республіці. Структура Академії наук включає в себе 6 науково-дослідних університетів, 7 наукових центрів і лабораторій, а також Будинок вчених.
Сім відділень за напрямами науки та Ульяновське регіональне відділення, що входять до складу Академії наук Республіки Татарстан:
1. Відділення гуманітарних наук
2. Відділення соціально-економічних наук:
  - Центр перспективних економічних досліджень
  - Науково-дослідний інститут «Прикладна семіотика»
  - Науково-дослідний центр сім'ї та демографії
3. Відділення медичних та біологічних наук
4. Відділення сільськогосподарських наук
5. Відділення механіки, математики і машинознавства
6. Відділення фізики, енергетики та наук про Землю
7. Відділення хімії та хімічної технології
8. Ульяновське регіональне відділення

Академія має у своєму складі також такі інститути і центри:
- Інститут мови, літератури і мистецтва ім. Р. Ібрагімова
- Інститут історії ім. Ш. Марджані
- Інститут Татарської енциклопедії
- Інститут експериментальної естетики «Прометей» (спільний з КГТУ їм. А. Н. Туполєва)
- Інститут проблем екології та надрокористування
- Науково-дослідний центр Татарстану «Відновна травматологія та ортопедія»
- Інститут перспективних досліджень[5]
- Науково-дослідний центр «Культурна спадщина та інформаційні технології» (спільний з КГУ)
- Науково-дослідний центр «Квантова інформатика» (спільний з КГУ)
- Науковий центр гравітаційно-хвильових досліджень «Дулкин»
- Центр вдосконалення методів розробки нафтових родовищ
- Науково-дослідний центр «Нейросистеми» з нейрокомп'ютерних систем та паралельних технологій
- Науково-дослідний центр проблем пошуку і освоєння горючих корисних копалин
- Науково-дослідний центр з проблем важковидобувних запасів нафти та природних бітумів

Під науково-методичним керівництвом АН РТ також працює велика кількість науково-дослідних організацій.